# Чемпионат мира по фигурному катанию 1906
11-й чемпионат мира по фигурному катанию был проведён Международным союзом конькобежцев в Швейцарии и Германии в 1906 году. В этом сезоне на чемпионате мира впервые участвовали женщины, хотя правила, разграничивающие мужское и женское одиночное катание на отдельные дисциплины, были введены ещё в 1902 году. Соревнования среди мужчин и не официальные внеконкурсные соревнования спортивных пар проводились в Мюнхене 4 февраля, среди женщин — в Давосе с 28 по 29 января.
Чемпионский титул среди мужчин достался Гилберту Фуксу, так как чемпион предыдущих лет Ульрих Сальхов не выступал из-за травмы. Среди спортсменов также появился швед Брур Майер, который стал выдающимся педагогом и автором книги по фигурному катанию.
Генрих Бургер занял второе место в мужском одиночном катании и победил вместе с Анной Хюблер в соревновании пар, где они были единственными участниками.

## Результаты

### Мужчины
| Место | Имя           | Страна   | Сумма мест |
| ----- | ------------- | -------- | ---------- |
| 1     | Гилберт Фукс  | Германия | 5          |
| 2     | Генрих Бургер | Германия | 14         |
| 3     | Брур Майер    | Швеция   | 17         |
| 4     | Карл Ценгер   | Германия | 20         |
| 5     | Пер Торен     | Швеция   | 23         |
| 6     | Антон Штайнер | Австрия  | 27         |
| 7     | Мартин Гордан | Германия | 34         |

### Женщины
| Место | Имя             | Страна         | Сумма мест |
| ----- | --------------- | -------------- | ---------- |
| 1     | Медж Сайерс     | Великобритания | 5          |
| 2     | Дженни Херц     | Австрия        | 13         |
| 3     | Лили Кронбергер | Венгрия        | 13.5       |
| 4     | Эльза Рендшмидт | Германия       | 21.5       |
| 5     | Гринхоу Смит    | Великобритания | 22         |